# 79 Кита
79 Кита́ (лат. 79 Ceti) — звезда, которая находится в созвездии Кита на расстоянии приблизительно 117 световых лет от нас. Это жёлтый субгигант класса G, и она не видна невооружённым глазом.

## Звезда
79 Кита представляет собой жёлто-оранжевую звезду, которая по массе почти не отличается от Солнца, но вдвое превышает его по светимости. Впервые в астрономической литературе упоминается в каталоге Флемстида, изданном в 1725 году. Учитывая её медленное вращение вокруг собственной оси и слабую хромосферную активность, можно сказать, что это относительно старая звезда. В течение относительно недалёкого, по астрономическим меркам, будущего, звезда превратится в красный гигант.

## Планетная система
В 2000 году астрономы объявили об открытии экзопланеты 79 Кита b. Астрометрические наблюдения давали оценку массы в 111 масс Юпитера, более характерную для красных карликов, однако по другим данным её масса составляет 0,23 массы Юпитера, большая полуось 0,35 а.е., а эксцентриситет 0,21 ± 0,15. Полный оборот она совершает за 75,6 ± 0,4 суток.

## Ближайшее окружение звезды
Следующие звёздные системы находятся на расстоянии в пределах 20 световых лет от 79 Кита:
| Звезда       | Спектральный класс | Расстояние, св. лет |
| BD-05 484    | K4 V               | 5,0                 |
| BD-02 476    | K0 V               | 6,3                 |
| BD-08 547    | G5 V               | 14                  |
| BD-01 316    | G0 V               | 15                  |
| BD-06 594    | G5 V               | 15                  |
| BD-01 293 AB | G2 V/K4 V          | 16                  |
| HR 913 AB    | G0 V-IV/?          | 18                  |